# A-TEC Industries
A-TEC Industries est une société par actions de droit autrichien qui opère dans le secteur de la métallurgie. A-TEC Industries a joué un rôle dans le secteur métallurgique autrichien, et a été listée sur l'indice ATX.

## Historique
Fondée en 2001, A-TEC Industries a subi plusieurs transformations et acquisitions sous la direction de son fondateur, Mirko Kovats. Initialement connue sous le nom d'ATB Beteiligungs GmbH, l'entreprise a changé de nom pour devenir A-Tec Industries GmbH en 2004, avec une évolution de sa forme juridique d'une GmbH à une AG. L'entreprise a réalisé une offre publique d'achat en 2006, ce qui a modifié sa structure d'actionnariat. A-TEC Industries est connue pour l'acquisition et la restructuration de sociétés en difficulté économique, élargissant ainsi son portefeuille dans des domaines tels que la fabrication de moteurs électriques et l'ingénierie d'usine. Des acquisitions notables ont eu lieu en Autriche, au Royaume-Uni, en France et en Suisse, parmi d'autres régions.